# Wyk auf Föhr
Wyk auf Föhr (Vyk en danois, Wik ou a Wik en frison septentrional) est une commune d'Allemagne, située dans le land du Schleswig-Holstein et l'arrondissement de Frise-du-Nord. Elle se situe sur l'île de Föhr.

## Histoire
Les ressources économiques principales de Wyk sont issues du tourisme. Dès 1819 on aménagea la commune en station balnéaire, alors la première du Schleswig-Holstein et la troisième d'Allemagne après Heiligendamm au bord de la mer Baltique et Norderney en Frise Orientale. La ville a accueilli 61 hôtes la première année et plus de 200 en 1840. Entre 1842 et 1847 le roi du Danemark Christian VIII séjourna à Wyk lors de ses vacances, ce qui attira de nombreux nouveaux touristes.
En 1927, Sidonie Werner, cofondatrice de la Ligue des femmes juives crée un sanatorium à Wyk auf Föhr, lequel accueille pendant jusqu'en novembre 1938 des enfants juifs tuberculeux. Après la nuit de cristal, les bâtiments qui ne seront pas rasés seront revendus dans le cadre de l'aryanisation. 

## Personnalités liées à la ville
- Friedrich Christiansen (1879-1972), général né à Wyk auf Föhr.

## Jumelage
- Mittenwald (Allemagne)